# Binaural
A Binaural a Pearl Jam hatodik albuma. 2000. május 16-án jelent meg. A megjelenés hetében 226 000 példányban kelt el, és a végül 700 000 példányon zárt eladásokkal az első olyan Pearl Jam lemez lett, amely nem érte el a platina státuszt.

## Felvételek
Az album címe a lemezen szereplő daloknál alkalmazott felvételi eljárásra utal, ugyanis két mikrofont alkalmaztak a különleges hangzás eléréséhez (a bi- előtag kettő-t jelent). Ezáltal egy különleges, "meleg" hangzást tudtak elérni, mint például az "Of the Girl"-nél. Azért, hogy ezt a technikát alkalmazhassák, a lemez producerének Tchad Blake-et kérték fel, aki már tapasztalt volt ezen a téren. Így ez az első olyan Pearl Jam-lemez a sorban, melynek nem Brendan O'Brien a producere, habár az ő segítségét is igénybe vették néhány dal remixelésekor.
Ez az album abban is újító, hogy ekkor vette át a kilépő Jack Irons helyét a dobok mögött az egykori Soundgarden-dobos Matt Cameron, aki együttese felbomlása miatt épp kényszerszüneten volt.
Eddie Vedder azóta bevallotta, hogy a lemez készítésekor írói válságban szenvedett, ami igencsak megnehezítette a dalszövegek megírását. Ez az élmény inspirálta a "Writer's Block" c. rejtett dalt a lemez végén. Vedder a zenét megírta néhány dalhoz, de gondjai voltak a szövegekkel. Úgy döntött, nem ír több zenét, és a szövegekre koncentrál, még azt is megtiltva magának, hogy gitárt vegyen a kezébe. Miközben még mindig képtelen volt szövegeket írni, egyszer csak meglátott egy ukulelét, és saját tilalmát megkerülve, azzal a kibúvóval, hogy "ez nem gitár", megírta a "Soon Forget" című dalt ukulelére.

## Zene és dalszövegek
A Binaural az együttes kísérletező-hajlamának terméke. Ez az első album, melynek szövegei közül egyikben sem hangzik el szitokszó, ami a dalszövegek témájának és indulatosságának figyelembe vételével érdekesnek tűnhet. A "Soon Forget" erősen hajaz a The Who "Blue, Red and Grey" c. dalára (a The Who by Numbers LP-ről). Eddie köszönetet mond Pete Townshendnek a lemez kis füzetkéjében. Szintén ide kapcsolódik, hogy a "Breakerfall" bevezető része pedig az "I Can See for Miles" című Who-dal gitár-riffjét használja fel. A következő dalok szövegét a gitáros Stone Gossard jegyzi: "Thin Air", "Of the Girl", "Rival", Jeff Ament - a banda basszusgitárosa - pedig e kettőét: "God's Dice" és "Nothing As It Seems".

## Borítóképek
Ezen album borítójának képei a Hubble űrtávcső által az Hourglass ködről készített fotók. A Helix- és az Eagle-ködről készített fényképek is találhatók a borító képei között. A fotókat a NASA engedélyével használta fel a banda.

## Fogadtatás
A lemez 226,000 példányban kelt el a megjelenés hetében, és 2. helyezettként debütált a 'Billboard 200-as listán. Az album aranylemez lett az USA-ban (2007-es adat).
A korong tartalmazza a "Nothing As It Seems" és a "Light Years" című, kislemezként is kiadott dalokat. Az előbbi #3 lett a Billboard Mainstream Rock Chart-on. A "Grievance" című dalt 2001-ben Grammy-díjra jelölték a Legjobb Hard Rock Előadás kategóriában. A lemez megjelenését követő 2000-es turnéból egy óriási bootleg-kollekció jelent meg CD-n, melyeknek együttes szereplése a Billboard listán felállította az egy előadó által egyidőben listás albumok számának rekordját.

## Számok
1. Breakerfall – (Vedder) – 2:19
2. Gods' Dice – (Ament) – 2:26
3. Evacuation – (Cameron, Vedder) – 2:56
4. Light Years – (Gossard, McCready, Vedder) – 5:06
5. Nothing As It Seems – (Ament) – 5:22
6. Thin Air – (Gossard) – 3:32
7. Insignificance – (Vedder) – 4:28
8. Of The Girl – (Gossard) – 5:07
9. Grievance – (Vedder) – 3:14
10. Rival – (Gossard) – 3:38
11. Sleight Of Hand – (Ament, Vedder) – 4:47
12. Soon Forget – (Vedder) – 1:46
13. Parting Ways – (Vedder) – 7:17

- Benne a rejtett dal: Writer's Block

### Eredetileg az albumra tervezett dalok
Mikor a Binauralon található dalok listáját először közzétették - 2000 márciusának végén - még igencsak különbözött a később megjelent album valódi tartalmától. Néhány dal, amit az együttes megírt, nem került fel az albumra, és egészen a Lost Dogs megjelenéséig nem jutottak a nyilvánosság elé, a "God's Dice" viszont utólag került a lemezre.
Az eredeti szám-lista így nézett ki:
1. "Breakerfall"
2. "Insignificance"
3. "Evacuation"
4. "Letter to the Dead"

- A későbbiekben "Sad"-re változtatott címmel

1. "Rival"
2. "Grievance"
3. "Light Years"
4. "Of the Girl"
5. "Thin Air"
6. "Nothing As It Seems"
7. "Fatal"
8. "Sleight of Hand"
9. "Soon Forget"
10. "In the Moonlight"
11. "Parting Ways"
12. "Education"

## Kislemezek az albumról
- Nothing As It Seems / Insignificance (2000)
- Light Years / Grievance (Live) / Soon Forget (Live) (2000)

## Listás helyezések

### Albumok
| Év   | Lista                 | Helyezés |
| ---- | --------------------- | -------- |
| 2000 | Ausztrál Lemezlista   | 1        |
| 2000 | Új-Zélandi Lemezlista | 1        |
| 2000 | The Billboard 200     | 2        |
| 2000 | Top Kanadai Albumok   | 2        |
| 2000 | Top Internet Albumok  | 2        |
| 2000 | Német Lemezlista      | 4        |
| 2000 | Brit Lemezlista       | 5        |
| 2000 | Ír Lemezlista         | 6        |

### Kislemezek
| Év   | Cím                   | Lista                     | Helyezés |
| ---- | --------------------- | ------------------------- | -------- |
| 2000 | "Nothing As It Seems" | Kanadai Kislemez-lista    | 1        |
| 2000 | "Nothing As It Seems" | Ausztrál Kislemez-lista   | 7        |
| 2000 | "Nothing As It Seems" | Brit Kislemez-lista       | 22       |
| 2000 | "Nothing As It Seems" | Ír Kislemez-lista         | 27       |
| 2000 | "Nothing As It Seems" | Új-Zélandi Kislemez-lista | 42       |
| 2000 | "Nothing As It Seems" | US The Billboard Hot 100  | 49       |
| 2000 | "Nothing As It Seems" | US Mainstream Rock Tracks | 3        |
| 2000 | "Nothing As It Seems" | US Modern Rock Tracks     | 10       |
| 2000 | "Nothing As It Seems" | Német Kislemez-lista      | 98       |
| 2000 | "Light Years"         | Kanadai Kislemez-lista    | 13       |
| 2000 | "Light Years"         | US Mainstream Rock Tracks | 17       |
| 2000 | "Light Years"         | US Modern Rock Tracks     | 26       |
| 2000 | "Light Years"         | Brit Kislemez-lista       | 52       |

## Alkotók
- Eddie Vedder – gitár, ének, ukulele
- Stone Gossard – gitár
- Jeff Ament – basszusgitár
- Mike McCready – gitár
- Matt Cameron – dob
- April Cameron – viola
- Justine Foy – cselló
- Mitchell Froom – billentyű, harmónium
- Pete Thomas – ütősök
- Wendy Melvoin – ütősök
- Dakota – vokál
- Tchad Blake, Pearl Jam – producerek
- Brendan O'Brien, Tchad Blake – audió keverés
- Matt Bayles – hangmérnök
- Ashley Stubbert, Adam Samuels – hangmérnök asszisztensek
- R. Sahai, J. Trauger, WFPC2 tudományos kutatócsoport, NASA – Elülső borító
- R. O'Dell, K.P. Handron, NASA – belső borító
- J. Hester, P. Scowen, NASA – a dalszövegeket tartalmazó füzetke borítója
- Eddie Vedder(Jerome Turner álnéven) – album koncepció
- Jeff Ament – belső fotók
- Tchad Blake – portrék
- Liz Burns – asszisztens a NASA-fotóknál